# Großer Preis der USA Ost 1979
Der Große Preis der USA Ost 1979 (offiziell XXII Toyota United States Grand Prix) fand am 7. Oktober auf dem Watkins Glen Grand Prix Race Course in Watkins Glen statt und war das 15. und letzte Rennen der Automobil-Weltmeisterschaft 1979.

## Berichte

### Hintergrund
Nachdem Jody Scheckter bereits seit dem Großen Preis von Italien als Weltmeister des Jahres 1979 feststand, war die einzig offene Frage vor dem Saisonfinale in Watkins Glen, ob sich Alan Jones oder Scheckters Teamkollege Gilles Villeneuve die Vizeweltmeisterschaft sichern würde.
30 Fahrzeuge wurden für das Rennen gemeldet. Die einzige Veränderung im Vergleich zum Großen Preis von Kanada am Wochenende zuvor war, dass mit Bruno Giacomelli nun auch der zweite Alfa-Romeo-Werksfahrer teilnehmen durfte.

### Training
Jones sicherte sich mit rund 1,3 Sekunden Vorsprung zum zweiten Mal in Folge die Pole-Position. Neben ihm qualifizierte sich Nelson Piquet im vielversprechenden neuen Brabham BT49 für die erste Startreihe. Villeneuve folgte in der zweiten Reihe neben Jacques Laffite. Clay Regazzoni und Carlos Reutemann bildeten die dritte Startreihe.
Da trotz der erhöhten Teilnehmerzahl nur 24 Piloten fürs Rennen zugelassen wurde, konnten sich sechs Fahrer nicht qualifizieren.

### Rennen
Da es bis kurz vor dem Start geregnet hatte, gingen alle Piloten auf Regenreifen ins Rennen. Villeneuve gelang der beste Start, sodass er vor Jones, Reutemann und Laffite in Führung gehen konnte.
Begünstigt durch die frühen Ausfälle von Laffite und Reutemann konnte Regazzoni in der siebten Runde den dritten Platz einnehmen. Als sowohl dieser als auch Scheckter an den Boxen Slicks montieren ließen, übernahm Jean-Pierre Jabouille den dritten Rang. Als dieser wiederum fünf Runden später aufgrund eines Motorschadens ausfiel, übernahm sein Teamkollege René Arnoux die Position.
In der 31. Runde ließ auch Villeneuve Trockenreifen aufziehen, wodurch Jones kurzzeitig die Spitze übernahm. Als dieser seinerseits fünf Runden später zum Reifenwechsel vorfuhr, unterlief einem der Mechaniker ein Fehler, indem er eines der Räder nur unzureichend befestigte. Jones verlor das Rad, als er wieder auf die Strecke fuhr und schied dadurch aus.
Villeneuve gewann das Rennen mit komfortablem Vorsprung vor Arnoux und Didier Pironi. Elio de Angelis und Hans-Joachim Stuck bescherten ihren jeweiligen Teams als Viert- beziehungsweise Fünftplatzierter im letzten Rennen des Jahres die ersten und demzufolge einzigen WM-Punkte der Saison.

## Meldeliste
| Team                          | Nr. | Fahrer                | Chassis        | Motor                    | Reifen |
| ----------------------------- | --- | --------------------- | -------------- | ------------------------ | ------ |
| Martini Racing Team Lotus     | 01  | Mario Andretti        | Lotus 79       | Ford Cosworth DFV 3.0 V8 | G      |
| Martini Racing Team Lotus     | 02  | Carlos Reutemann      | Lotus 79       | Ford Cosworth DFV 3.0 V8 | G      |
| Candy Tyrrell Team            | 03  | Didier Pironi         | Tyrrell 009    | Ford Cosworth DFV 3.0 V8 | G      |
| Candy Tyrrell Team            | 04  | Jean-Pierre Jarier    | Tyrrell 009    | Ford Cosworth DFV 3.0 V8 | G      |
| Candy Tyrrell Team            | 33  | Derek Daly            | Tyrrell 009    | Ford Cosworth DFV 3.0 V8 | G      |
| Parmalat Racing Team          | 05  | Ricardo Zunino        | Brabham BT49   | Ford Cosworth DFV 3.0 V8 | G      |
| Parmalat Racing Team          | 06  | Nelson Piquet         | Brabham BT49   | Ford Cosworth DFV 3.0 V8 | G      |
| Marlboro Team McLaren         | 07  | John Watson           | McLaren M29    | Ford Cosworth DFV 3.0 V8 | G      |
| Marlboro Team McLaren         | 08  | Patrick Tambay        | McLaren M29    | Ford Cosworth DFV 3.0 V8 | G      |
| ATS Wheels                    | 09  | Hans-Joachim Stuck    | ATS D3         | Ford Cosworth DFV 3.0 V8 | G      |
| Scuderia Ferrari SpA SEFAC    | 11  | Jody Scheckter        | Ferrari 312T4  | Ferrari 015 3.0 F12      | M      |
| Scuderia Ferrari SpA SEFAC    | 12  | Gilles Villeneuve     | Ferrari 312T4  | Ferrari 015 3.0 F12      | M      |
| Fittipaldi Automotive         | 14  | Emerson Fittipaldi    | Fittipaldi F6A | Ford Cosworth DFV 3.0 V8 | G      |
| Fittipaldi Automotive         | 19  | Alex Ribeiro          | Fittipaldi F6A | Ford Cosworth DFV 3.0 V8 | G      |
| Équipe Renault Elf            | 15  | Jean-Pierre Jabouille | Renault RS10   | Renault EF1 1.5 V6t      | M      |
| Équipe Renault Elf            | 16  | René Arnoux           | Renault RS10   | Renault EF1 1.5 V6t      | M      |
| Samson Shadow Racing Team     | 17  | Jan Lammers           | Shadow DN9     | Ford Cosworth DFV 3.0 V8 | G      |
| Interscope Shadow Racing Team | 18  | Elio de Angelis       | Shadow DN9     | Ford Cosworth DFV 3.0 V8 | G      |
| Olympus Cameras Wolf Racing   | 20  | Keke Rosberg          | Wolf WR8       | Ford Cosworth DFV 3.0 V8 | G      |
| Team Ensign                   | 22  | Marc Surer            | Ensign N179    | Ford Cosworth DFV 3.0 V8 | G      |
| Team Merzario                 | 24  | Arturo Merzario       | Merzario A4    | Ford Cosworth DFV 3.0 V8 | G      |
| Ligier Gitanes                | 25  | Jacky Ickx            | Ligier JS11    | Ford Cosworth DFV 3.0 V8 | G      |
| Ligier Gitanes                | 26  | Jacques Laffite       | Ligier JS11    | Ford Cosworth DFV 3.0 V8 | G      |
| Albilad-Saudia Racing Team    | 27  | Alan Jones            | Williams FW07  | Ford Cosworth DFV 3.0 V8 | G      |
| Albilad-Saudia Racing Team    | 28  | Clay Regazzoni        | Williams FW07  | Ford Cosworth DFV 3.0 V8 | G      |
| Warsteiner Arrows Racing Team | 29  | Riccardo Patrese      | Arrows A2      | Ford Cosworth DFV 3.0 V8 | G      |
| Warsteiner Arrows Racing Team | 30  | Jochen Mass           | Arrows A2      | Ford Cosworth DFV 3.0 V8 | G      |
| Team Rebaque                  | 31  | Héctor Rebaque        | Rebaque HR100  | Ford Cosworth DFV 3.0 V8 | G      |
| Autodelta                     | 35  | Bruno Giacomelli      | Alfa Romeo 179 | Alfa Romeo 1260 3.0 V12  | G      |
| Autodelta                     | 36  | Vittorio Brambilla    | Alfa Romeo 179 | Alfa Romeo 1260 3.0 V12  | G      |

## Klassifikationen

### Startaufstellung
| Pos. | Fahrer                | Konstrukteur    | Zeit     | Ø-Geschwindigkeit | Start |
| ---- | --------------------- | --------------- | -------- | ----------------- | ----- |
| 01   | Alan Jones            | Williams-Ford   | 1:35,615 | 204,633 km/h      | 01    |
| 02   | Nelson Piquet         | Brabham-Ford    | 1:36,914 | 201,890 km/h      | 02    |
| 03   | Gilles Villeneuve     | Ferrari         | 1:36,948 | 201,820 km/h      | 03    |
| 04   | Jacques Laffite       | Ligier-Ford     | 1:37,066 | 201,574 km/h      | 04    |
| 05   | Clay Regazzoni        | Williams-Ford   | 1:37,128 | 201,446 km/h      | 05    |
| 06   | Carlos Reutemann      | Lotus-Ford      | 1:37,872 | 199,914 km/h      | 06    |
| 07   | René Arnoux           | Renault         | 1:38,195 | 199,257 km/h      | 07    |
| 08   | Jean-Pierre Jabouille | Renault         | 1:38,218 | 199,210 km/h      | 08    |
| 09   | Ricardo Zunino        | Brabham-Ford    | 1:38,509 | 198,621 km/h      | 09    |
| 10   | Didier Pironi         | Tyrrell-Ford    | 1:38,823 | 197,990 km/h      | 10    |
| 11   | Jean-Pierre Jarier    | Tyrrell-Ford    | 1:38,945 | 197,746 km/h      | 11    |
| 12   | Keke Rosberg          | Wolf-Ford       | 1:39,035 | 197,567 km/h      | 12    |
| 13   | John Watson           | McLaren-Ford    | 1:39,233 | 197,172 km/h      | 13    |
| 14   | Hans-Joachim Stuck    | ATS-Ford        | 1:39,329 | 196,982 km/h      | 14    |
| 15   | Derek Daly            | Tyrrell-Ford    | 1:39,468 | 196,706 km/h      | 15    |
| 16   | Jody Scheckter        | Ferrari         | 1:39,576 | 196,493 km/h      | 16    |
| 17   | Mario Andretti        | Lotus-Ford      | 1:40,144 | 195,379 km/h      | 17    |
| 18   | Bruno Giacomelli      | Alfa Romeo      | 1:40,277 | 195,120 km/h      | 18    |
| 19   | Riccardo Patrese      | Arrows-Ford     | 1:40,337 | 195,003 km/h      | 19    |
| 20   | Elio de Angelis       | Shadow-Ford     | 1:40,625 | 194,445 km/h      | 20    |
| 21   | Marc Surer            | Ensign-Ford     | 1:40,635 | 194,425 km/h      | 21    |
| 22   | Patrick Tambay        | McLaren-Ford    | 1:40,731 | 194,240 km/h      | 22    |
| 23   | Emerson Fittipaldi    | Fittipaldi-Ford | 1:40,741 | 194,221 km/h      | 23    |
| 24   | Jacky Ickx            | Ligier-Ford     | 1:40,745 | 194,213 km/h      | 24    |
| DNQ  | Vittorio Brambilla    | Alfa Romeo      | 1:40,789 | 194,128 km/h      | –     |
| DNQ  | Jochen Mass           | Arrows-Ford     | 1:40,824 | 194,061 km/h      | –     |
| DNQ  | Jan Lammers           | Shadow-Ford     | 1:42,088 | 191,658 km/h      | –     |
| DNQ  | Héctor Rebaque        | Rebaque-Ford    | 1:43,060 | 189,851 km/h      | –     |
| DNQ  | Alex Ribeiro          | Fittipaldi-Ford | 1:45,183 | 186,019 km/h      | –     |
| DNQ  | Arturo Merzario       | Merzario-Ford   | 1:49,318 | 178,982 km/h      | –     |

### Rennen
| Pos. | Fahrer                | Konstrukteur    | Runden | Stopps | Zeit        | Start | Schnellste Runde |
| ---- | --------------------- | --------------- | ------ | ------ | ----------- | ----- | ---------------- |
| 01   | Gilles Villeneuve     | Ferrari         | 59     | 1      | 1:52:17,734 | 03    | 1:42,029         |
| 02   | René Arnoux           | Renault         | 59     | 0      | + 48,787    | 07    | 1:41,322         |
| 03   | Didier Pironi         | Tyrrell-Ford    | 59     | 0      | + 53,199    | 10    | 1:42,108         |
| 04   | Elio de Angelis       | Shadow-Ford     | 59     | 0      | + 1:30,512  | 20    | 1:42,147         |
| 05   | Hans-Joachim Stuck    | ATS-Ford        | 59     | 0      | + 1:41,199  | 14    | 1:43,400         |
| 06   | John Watson           | McLaren-Ford    | 58     | 0      | + 1 Runde   | 13    | 1:40,264         |
| 07   | Emerson Fittipaldi    | Fittipaldi-Ford | 54     | 0      | + 5 Runden  | 23    | 1:53,048         |
| –    | Nelson Piquet         | Brabham-Ford    | 53     | 1      | DNF         | 02    | 1:40,054 (51.)   |
| –    | Derek Daly            | Tyrrell-Ford    | 52     | 0      | DNF         | 15    | 1:42,887         |
| –    | Jody Scheckter        | Ferrari         | 48     | 1      | DNF         | 16    | 1:53,574         |
| –    | Riccardo Patrese      | Arrows-Ford     | 44     | 0      | DNF         | 19    | 1:46,278         |
| –    | Alan Jones            | Williams-Ford   | 36     | 1      | DNF         | 01    | 1:47,622         |
| –    | Marc Surer            | Ensign-Ford     | 32     | 0      | DNF         | 21    | 1:57,377         |
| –    | Clay Regazzoni        | Williams-Ford   | 29     | 1      | DNF         | 05    | 1:48,378         |
| –    | Ricardo Zunino        | Brabham-Ford    | 25     | 0      | DNF         | 09    | 2:02,393         |
| –    | Jean-Pierre Jabouille | Renault         | 24     | 0      | DNF         | 08    | 1:59,042         |
| –    | Patrick Tambay        | McLaren-Ford    | 20     | 0      | DNF         | 22    | 2:03,637         |
| –    | Keke Rosberg          | Wolf-Ford       | 20     | 0      | DNF         | 12    | 2:01,546         |
| –    | Jean-Pierre Jarier    | Tyrrell-Ford    | 18     | 0      | DNF         | 11    | 2:00,685         |
| –    | Mario Andretti        | Lotus-Ford      | 15     | 1      | DNF         | 17    | 2:04,813         |
| –    | Carlos Reutemann      | Lotus-Ford      | 6      | 0      | DNF         | 06    | 2:01,981         |
| –    | Jacques Laffite       | Ligier-Ford     | 3      | 0      | DNF         | 04    | 2:08,018         |
| –    | Jacky Ickx            | Ligier-Ford     | 2      | 0      | DNF         | 24    | 2:10,062         |
| –    | Bruno Giacomelli      | Alfa Romeo      | 0      | 0      | DNF         | 18    | –                |

## WM-Stände nach dem Rennen
Die ersten sechs des Rennens bekamen 9, 6, 4, 3, 2 bzw. 1 Punkt(e). Es zählten nur die besten vier Ergebnisse aus den ersten sieben Rennen und die besten vier Ergebnisse aus den letzten acht Rennen. In der Konstrukteurswertung wurden alle Resultate gewertet. Streichresultate sind in Klammern gesetzt.

### Fahrerwertung
| Pos. | Fahrer                | Konstrukteur       | Punkte  |
| ---- | --------------------- | ------------------ | ------- |
| 01   | Jody Scheckter        | Ferrari            | 51 (60) |
| 02   | Gilles Villeneuve     | Ferrari            | 47 (53) |
| 03   | Alan Jones            | Williams-Ford      | 40 (43) |
| 04   | Jacques Laffite       | Ligier-Ford        | 36      |
| 05   | Clay Regazzoni        | Williams-Ford      | 29 (32) |
| 06   | Patrick Depailler     | Ligier-Ford        | 20 (22) |
| 07   | Carlos Reutemann      | Lotus-Ford         | 20 (25) |
| 08   | René Arnoux           | Renault            | 17      |
| 09   | John Watson           | McLaren-Ford       | 15      |
| 10   | Didier Pironi         | Tyrrell-Ford       | 14      |
| 11   | Jean-Pierre Jarier    | Tyrrell-Ford       | 14      |
| 12   | Mario Andretti        | Lotus-Ford         | 14      |
| 13   | Jean-Pierre Jabouille | Renault            | 9       |
| 14   | Niki Lauda            | Brabham-Alfa Romeo | 4       |
| 15   | Elio de Angelis       | Shadow-Ford        | 3       |
| 16   | Nelson Piquet         | Brabham-Alfa Romeo | 3       |
| 17   | Jacky Ickx            | Ligier-Ford        | 3       |

| Pos. | Fahrer             | Konstrukteur               | Punkte |
| ---- | ------------------ | -------------------------- | ------ |
| 18   | Jochen Mass        | Arrows-Ford                | 3      |
| 19   | Hans-Joachim Stuck | ATS-Ford                   | 2      |
| 20   | Riccardo Patrese   | Arrows-Ford                | 2      |
| 21   | Emerson Fittipaldi | Fittipaldi-Ford            | 1      |
| 22   | Héctor Rebaque     | Lotus-Ford                 | 0      |
| 23   | Patrick Tambay     | McLaren-Ford               | 0      |
| 24   | Ricardo Zunino     | Brabham-Ford               | 0      |
| 25   | Geoff Lees         | Tyrrell-Ford               | 0      |
| 26   | Derek Daly         | Ensign-Ford / Tyrrell-Ford | 0      |
| 27   | James Hunt         | Wolf-Ford                  | 0      |
| 28   | Jan Lammers        | Shadow-Ford                | 0      |
| 29   | Keke Rosberg       | Wolf-Ford                  | 0      |
| 30   | Vittorio Brambilla | Alfa Romeo                 | 0      |
| 31   | Patrick Gaillard   | Ensign-Ford                | 0      |
| 32   | Bruno Giacomelli   | Alfa Romeo                 | 0      |
| –    | Arturo Merzario    | Merzario-Ford              | 0      |
| –    | Marc Surer         | Ensign-Ford                | 0      |

### Konstrukteurswertung
| Pos. | Konstrukteur       | Punkte |
| ---- | ------------------ | ------ |
| 01   | Ferrari            | 113    |
| 02   | Williams-Ford      | 75     |
| 03   | Ligier-Ford        | 61     |
| 04   | Lotus-Ford         | 39     |
| 05   | Tyrrell-Ford       | 28     |
| 06   | Renault            | 26     |
| 07   | McLaren-Ford       | 15     |
| 08   | Brabham-Alfa Romeo | 7      |

| Pos. | Konstrukteur    | Punkte |
| ---- | --------------- | ------ |
| 09   | Arrows-Ford     | 5      |
| 10   | Shadow-Ford     | 3      |
| 11   | ATS-Ford        | 2      |
| 12   | Fittipaldi-Ford | 1      |
| 13   | Wolf-Ford       | 0      |
| 14   | Ensign-Ford     | 0      |
| 15   | Alfa Romeo      | 0      |
| –    | Merzario-Ford   | 0      |